# فندق النجارين
فندق النجارين هو واحد من أكثر المباني شهرة في فاس، المغرب، و يقع في ساحة النجارين في قلب وسط المدينة العتيقة؛ فاس، كما أنه يقع بالقرب من سوق الحناء. أعلن كنصب تذكاري وطني في عام 1916 و كأحد مواقع التراث العالمي من قبل اليونسكو.
بني في القرن الثامن عشر لتجار الأعلاف، والراحة والسكن لتجار السلع الكمالية القادمين من المناطق الداخلية.
كان ترميمه كجزء من برنامج الحفظ الذي قدم إلى المدينة القديمة. و هو متحف عبارة عن بيت بثلاثة طوابق من الخشب.

## معرض صور

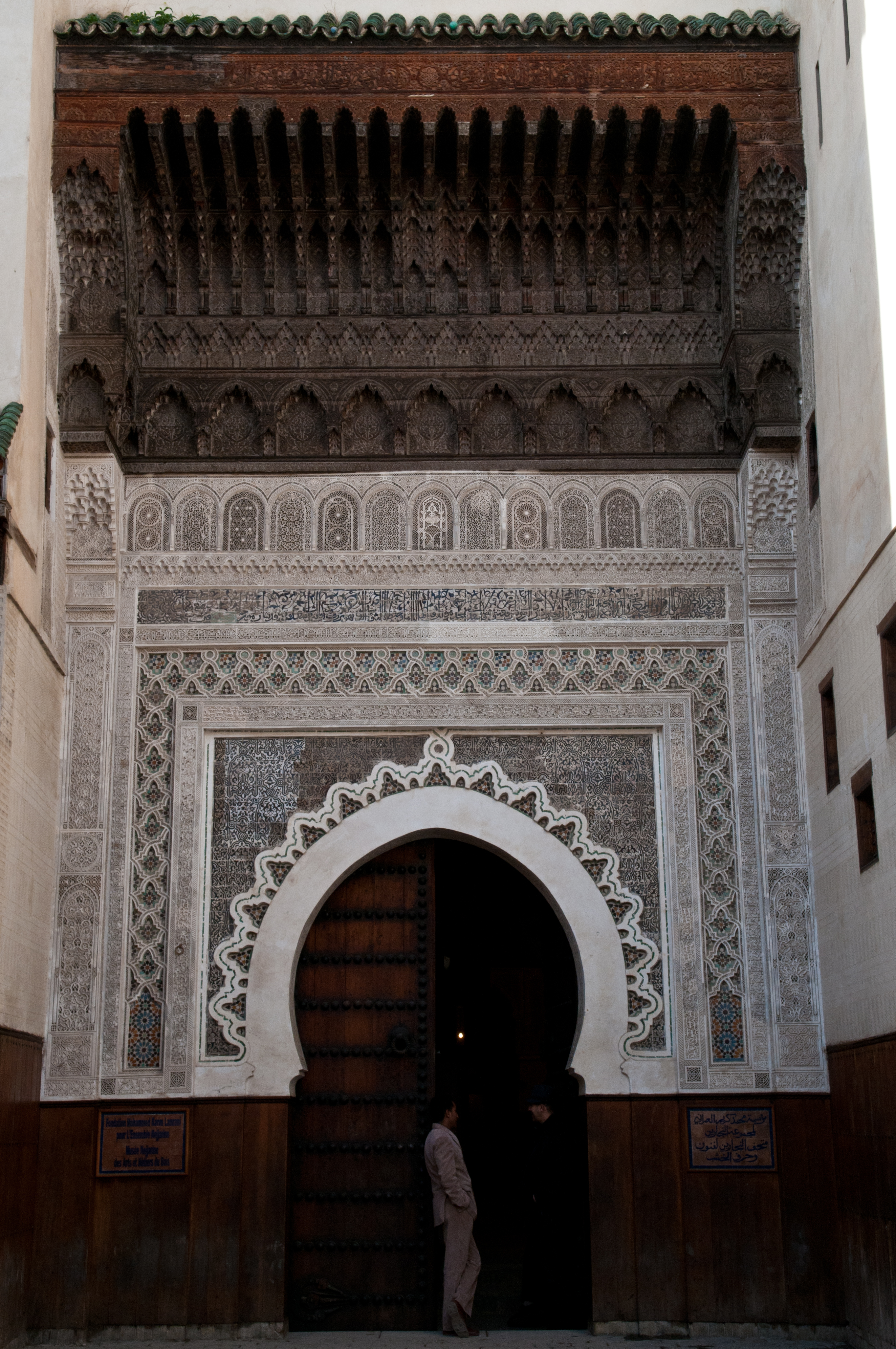
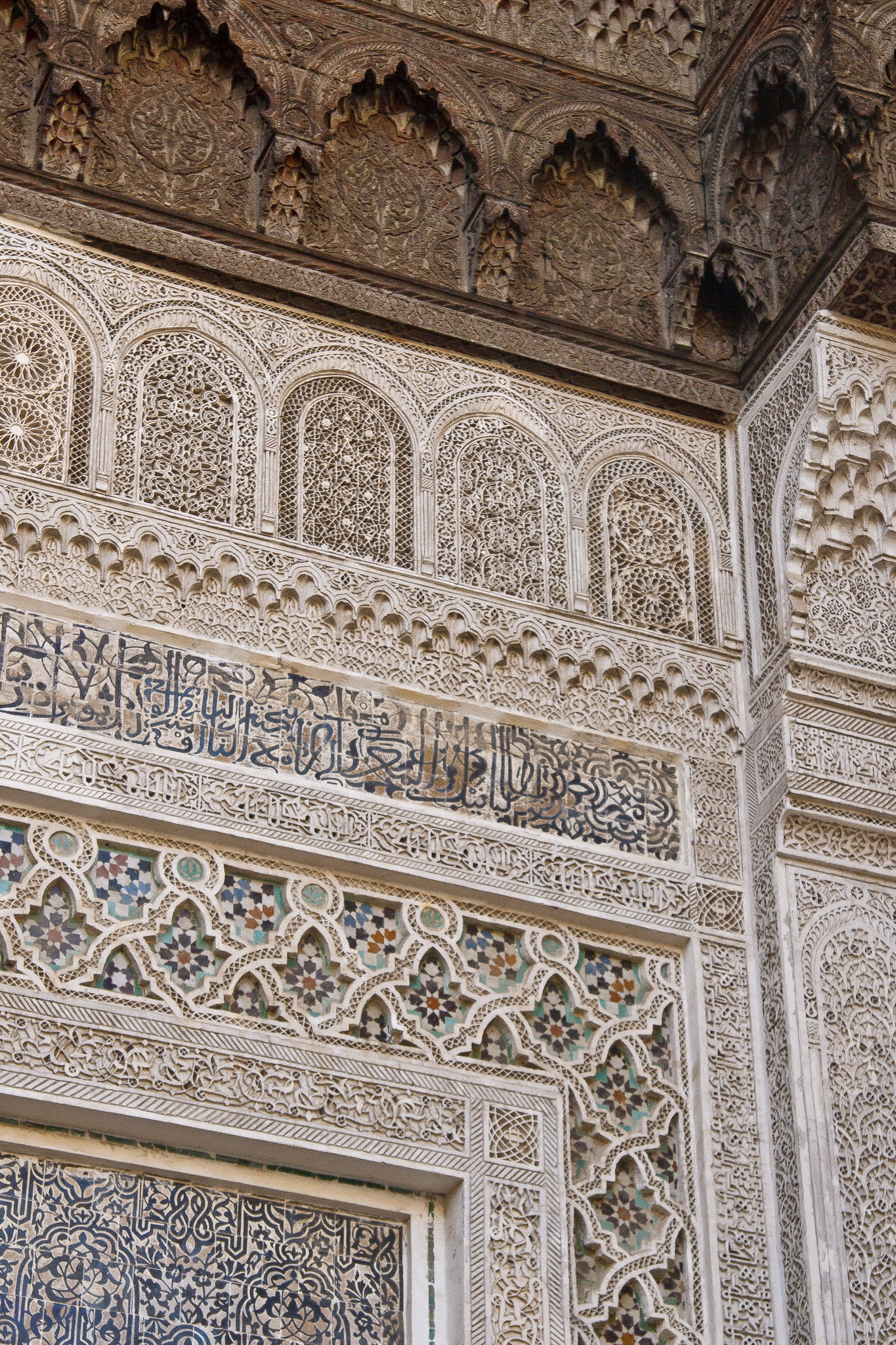
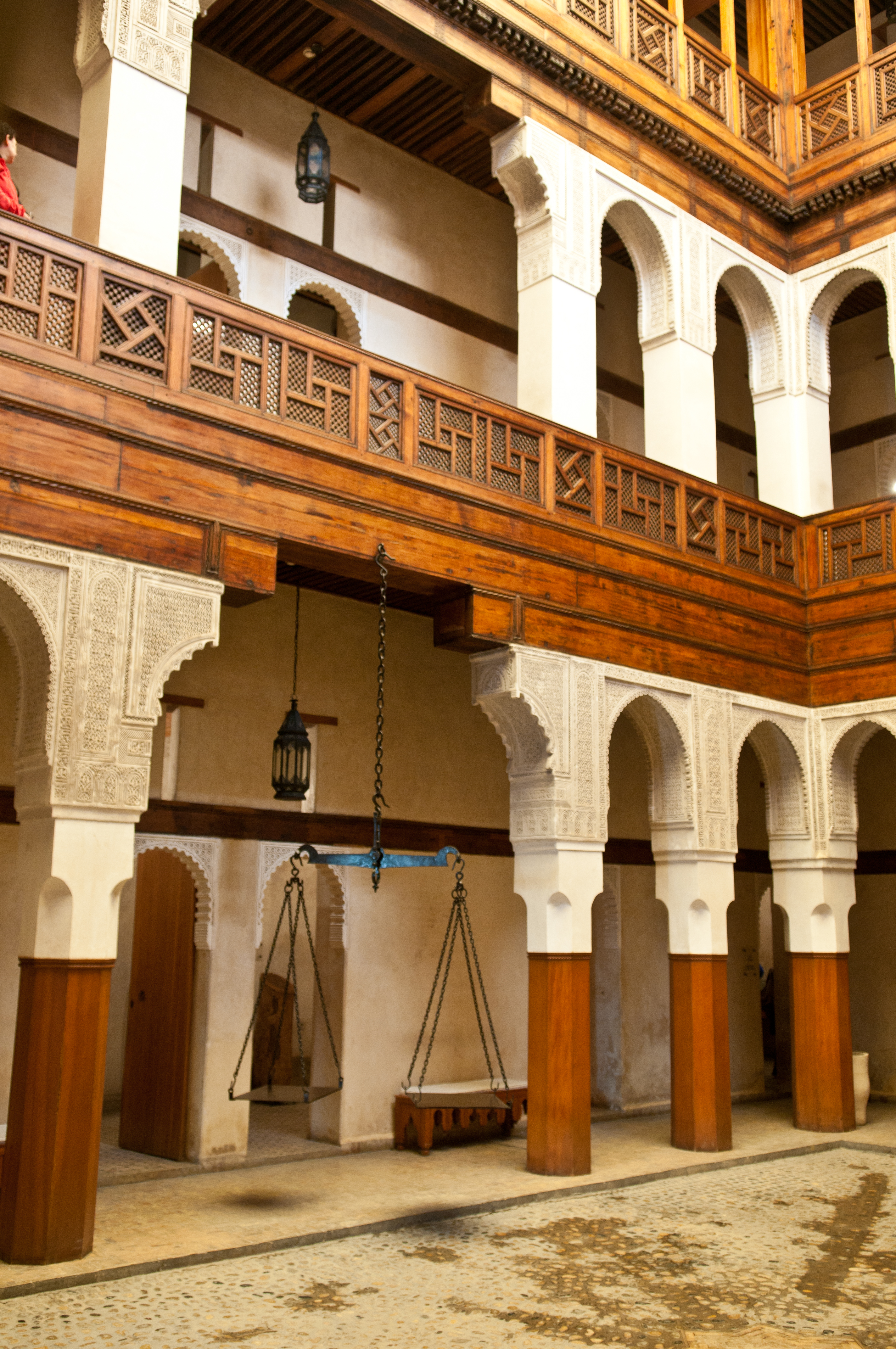
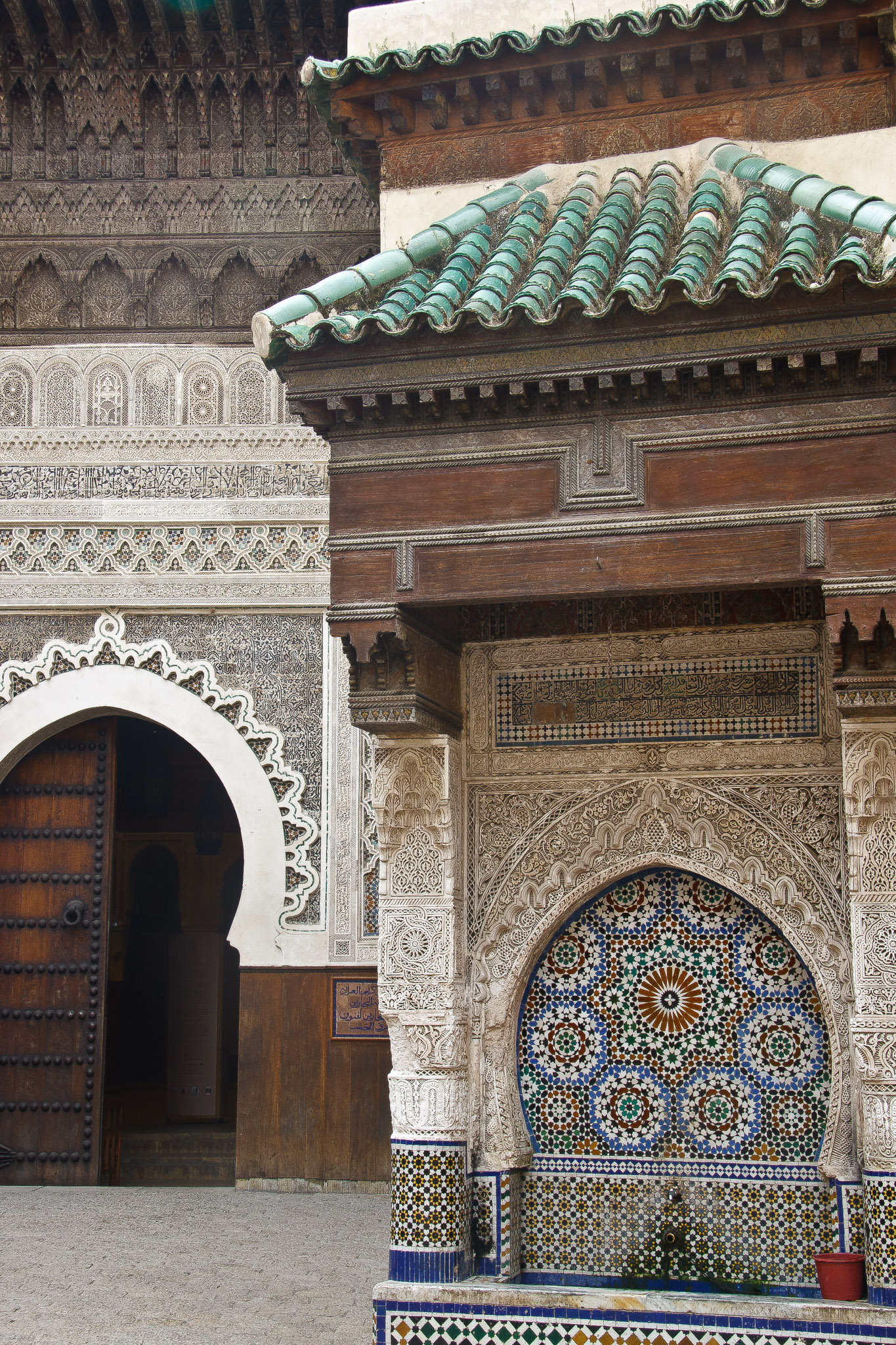